# 武蔵拳
武蔵 拳（むさし けん、1959年1月26日 - ）は、日本の俳優。埼玉県出身。身長180cm、血液型はO型。

## 来歴・人物
Vシネマを中心に活躍中、特に極道・ネオヤクザ系の映画が多い。
谷岡雅樹は武蔵を「日本映画史上ただ一人のやくざ映画俳優」と評している。

## 出演

### 映画
- 民暴の帝王（1993年 東映）
- 獅子王たちの最后（1993年、東映） - 佐竹連合櫻会総本部櫻井組組員
- 斬り込み（1995年） - 阿久津組組員
- 修羅がゆく（1995年）- 京本組組員
- 修羅がゆく6 東北激闘篇（1997年） - 滝沢一家若頭補佐 水口忠彦
- 惚れたらあかん 代紋の掟（1999年） - 関東連合会飯倉組組員 鎌田健一
- 親分はイエス様（2001年 グルーブコーポレーション）
- 新・極道三国志 2 伊豆代理戦争勃発（2003年 東映）
- 首領への道 劇場版（2003年 村上劇画プロ、シネマ・クロッキオ） - 白虎会  金光健三
- 修羅のみち6 血染めの海峡（2003年） - 熊寺一家若頭 島崎
- 長者番付に挑んだ男風雲児（2006年 GPミュージアム）
- IZO（2004年 チームオクヤマ） - ヤクザ
- 逆鱗組七人衆（2005年 Sazanami） - 主演・逆鱗組若頭 山田利一
- 九転十起の男〜浅野総一郎の青春〜（2006年 Sazanami）
- 逮捕〜オレは何もやってない!（2006年 Sazanami）
- 逮捕2〜オレは何もやってない!（2006年 Sazanami）
- 韓半島 -HANBANDO-（2006年 KnJエンターテイメント）- 持枝志直 海将補
- 怖い顔（2006年）- 三沢剛史
- 約束の午後〜OVER THE NIGHT〜（2007年 Sazanami）
- 実録・マフィアンヤクザ劇場版 PUBLIC ENEMIES（2012年） - 石塚（刑事）
- キリマンジャロは遠く（2016年） - 刑事
- 銃撃の流儀（2017年） - 主演
- ボストンの鉄爪（2018年、片桐竜次監督） - 主演
- 悪い女はよく稼ぐ（2019年）- 武蔵拳
- Seven Yakuza - 主演・成河組幹部 岡田

### Vシネマ
- ミナミの遊侠伝 なんぼのもんやねん2（1995年 ケイエスエス）
- 真・雀鬼2 麻雀無法地帯（1999年 徳間ジャパンコミュニケーションズ）
- 首領への道11〜24、完結編 (2000年〜2005年 GPミュージアムソフト） - 白虎会 藤森猛
  - 首領への道外伝・白虎会見参（2005年 GPミュージアム） - 播州組安峰組若頭 藤森猛
- 的中王 無敵のWAVE理論（2000年 GPミュージアム） - 余暇利用研究所 オガタ
- 修羅の絆（2000年） - 合力(賭場)
- 雀狼伝2（2000年） - 三儀会 シマバラマナブ
- 実録・絶縁（2001年 GPミュージアム） - 権藤組舎弟 川野組組長 川野剛
  - 実録・絶縁 完結編（2001年 GPミュージアム）
- 実録・鉄砲玉 平成二年大阪 山羽抗争勃発（2001年 GPミュージアム） - 五代目山王会若頭補佐 剛誠会会長 三崎義人
- 実録・山陽道やくざ戦争 手打ち破り（2001年 GPミュージアム） - 三代目山王会武田組幹部 津山支部副支部長 小原義満
- 修羅の群れ（2002年）- 堀井一家代貸 山本信太郎
- 実録・北陸やくざ戦争（2002年 GPミュージアム） - 三代目山王会若頭補佐 谷健組組長 谷岡健三
- 実録・大阪やくざ戦争 報復（2002年 GPミュージアムソフト） - 三代目山王会系 法力会舎弟 飯山正義
- 実録・ヤクザの戦場 侠の終章（2002年 プレイビルドーダサービス）
- 実録・史上最大の抗争 義絶状（2002年8月） - 三代目山王会直参 但馬組組長 但馬誠伍
  - 実録・史上最大の抗争 義絶状2（2002年10月） - 四代目山王会若頭補佐 但馬組組長 但馬誠伍
- 実録・北海道やくざ戦争 逆縁（2002年 GPミュージアム）
  - 実録・北海道やくざ戦争 逆縁〜完結編〜（2002年 GPミュージアム）
- 実録・やくざ抗争史 LB熊本刑務所 刑務所前バス停（2002年 GPミュージアム） - 主演・水谷組幹部 石元伸治
- 民事介入暴力 非合法領域（2002年） - 郷田組幹部
- 本気！27・白熱編（2003年  日本映像）
- 雀鬼くずれ2（2003年 ケイエスエス）
- 実録・なにわ女侠伝（2003年 GPミュージアム）
- 実録・瀬戸内やくざ戦争 伊予路水滸伝（2003年） - 関西連友会組員
- やくざの憲法 赤字破門（2003年） - 太刀川組幹部 木島良治
- 行動隊長伝・血盟（2003年 ケイエスエス）
- 実録・広島四代目 第一次抗争編（2003年 GPミュージアム） - 山口英弘
  - 実録・広島四代目 第二次抗争編（2003年 GPミュージアム） - 山口英弘
- 実録・義戦・高松やくざ戦争（2003年 GPミュージアム） - 柴田敏夫
- 実録・関東やくざ戦争 修羅の盃（2003年、GPミュージアムソフト）- 城東組関山一家阿藤会本部長 神山組組長 神山京治
- 実録・事件 北海道「夫殺し」冷凍怪奇事件（2003年 Sazanami）
- 実録・鯨道12 広島烈侠伝 悪魔の大西政寛（2003年 DVジャパン）
- 実録・鯨道13 広島任侠伝 美能幸三（2003年 DVジャパン）
- 実録・山陽道やくざ戦争 覇道（2004年 GPミュージアム）
- 修羅の門（2005年） - 二代目大政組
- 仁義39 〜流血の墓標〜（2004年 日本映像）
- ムラマサ 一ノ章 覚醒（2004年 RIKIプロジェクト）
- 新・日本の首領（2004年） - 義仁会組員 田代勝義
- 修羅のみち11 四国最終戦争（2004年） - 関東共住会系田所組組長 田所道夫
- 博徒道 襲名披露（2004年 ケイエスエス） - 雷神会花村一家小泉組組長(貸元) 小泉憲吉
- 実録・籠寅三代目 合田幸一 関西二十日会篇（2004年 GPミュージアム）
- 誇り高き野望1〜6（2005年、2006年 アネック） - 主演・森田組直参松浦組若頭 加納健治
- 仁義45 〜関東抗争勃発〜（2005年  日本映像）
- 修羅外道 本家襲撃（2005年 GPミュージアム） - 天成会黒部組組長 黒部
- 鬼魄 二代目山口登（2005年 GPミュージアム） - 山春組 中野武夫(→鬼龍院一家)
- 実録・なにわ山本組 捨身で生きたる! 完結編（2005年） - 大阪・都島 天心一家本多組若頭 三島孝夫
- 逆鱗組〜上州路に春を見た（2006年 Sazanami） - 主演・逆鱗組若頭 山田利一
- 逆鱗組3 背なで哭いている唐獅子ボタン（2006年 Sazanami）
- ワニガメ任侠伝（2006年 Sazanami）
- 続ワニガメ任侠伝（2006年 Sazanami）
- 極道の山本じゃ! 捨て身の極道編（2006年 GPミュージアム）
- 実録・広島極道抗争 佐々木哲夫の生涯 完結編（2006年 GPミュージアム） - 山村組幹部 野間幸男
- カタナーマン（2006年 Sazanami）
- 実録九州やくざ抗争 誠への道（2006年 GPミュージアム）- 村富一家組員 坂田巧（→二代目村富一家舎弟坂田組組長）
- 鬼魄 二代目山口登 完結編（2007年 GPミュージアム）
- 実録 九州やくざ抗争史 小倉戦争（2007年 GPミュージアム） - 松崎孝義（後の尾道侠仁会組員）
- 実録 九州やくざ抗争史 小倉戦争 完結篇（2007年 GPミュージアム）
- 烈侠 住越 浜野政吉（2007年 GPミュージアム）
- 烈侠 住越 浜野政吉 完結編（2007年 GPミュージアム）
- やくざ抗争史 猛友会 西成愚連隊（2008年） - 米沢会幹部 増岡道哉
- 刑務所(ムショ)で泣くやつ、笑うやつ（2008年 GPミュージアム）
- 喰いしん坊!3 大喰い敵対篇（2008年） - ドライブインのマスター
- 侠の復讐（2008年） - 主演・羽黒恭太
- 新・首領への道3（2008年） - 媒酌人 ※友情出演
- 新・首領への道4・5（2009年） - 三代目侠山会
- 修羅の荒野2・3・4（2009年） - 北陸連合十日会 田之上組組長 田之上耕造
- 修羅の統一（2009年） - 銀城会谷川一家本部長 小泉組組長 小泉考次
- 野望への挑戦（2009年）全3作 - 主演・五代目藤堂組大谷組若頭 三笠勇次
- 裏切りの挽歌（2009年） - 主演・本侠会 眞鍋誠
- 刑務所で泣くヤツ、笑うヤツ（2009年） - ヒラタ（新潟刑務所受刑者）
- 破門（2010年） - 矢島組若頭 クラモチ
- ドラゴン（2010年 GPミュージアム）
- 新・修羅の軍団（2010年）
- 年少バトルロワイヤル（2010年） - 大月少年院 教官
- 首領(ドン)を殺(と)れ（2010年） - 半澤組系組員
- 極道の紋章 シリーズ（2010年） - 源田誠司
  - 極道の紋章12・13（2010年） - 源誠会会長
  - 極道の紋章14-16（2011年） - 三代目川谷組津浪組若頭
  - 極道の紋章17（2021年） - 関西共友会津浪組若頭
- 裏盃の軍団（2010年 GPミュージアム） - 武侠会若頭 相馬組組長 相馬健太郎
- 裏盃の軍団 第二部（2010年 GPミュージアム） - 相馬健太郎
- 裏盃の軍団 第三部（2010年 GPミュージアム） - 正木組副長 相馬健太郎
- 新・日本暴力地帯（2010年） - 矢野組若頭 三宅良介
- 新・日本暴力地帯 第二章（2010年） - 元 矢野組若頭 三宅良介
- あにき（2010年）全2作 - 豊島一家椿組若頭
- 実録マフィアンヤクザ シリーズ（2010年 - 2017年） - 南警察署 刑事 石塚
  - 実録マフィアンヤクザ UNDERGROUND（2010年9月）
  - 実録マフィアンヤクザII DIRTYCONNECTION（2011年5月）
  - 実録マフィアンヤクザIII BADWORLD（2011年10月）
  - 実録マフィアンヤクザIV ABOVE THE LAW（2012年8月）
  - 実録マフィアンヤクザV MONEYTRAPPING（2013年3月）
  - 実録マフィアンヤクザVI UNDERWORLD（2013年8月）
  - 実録マフィアンヤクザVII GROUNDDOCUMENT（2013年11月）
  - 実録マフィアンヤクザVIII PRIVATECRIME（2014年4月）
  - 実録マフィアンヤクザIX（2014年9月）
  - 実録マフィアンヤクザX Show Business（2016年12月）
  - 実録マフィアンヤクザXI COSMETIC ROYAL（2017年12月）
- 外道軍団（2011年、GPミュージアム） - 啓仁会二代目仙波組
- リベンジ 血の報復（2011年） - 山科組赤松組若頭
- バウンティハンター（2011年 GPミュージアム）全2作 - 遠藤組組長 遠藤
- 悪(ワル)と呼ばれた男（2011年） - 黒姫一家相沢組組長
- 修羅の覇道（2011年） - 五代目眞皇会三代目福島一家理事長 笹本組組長 笹本賢治
- 修羅の覇道2,完結編（2011年） - 六代目眞皇会理事長補佐 四代目福島一家総長 笹本賢治
- 新・野望の軍団 第三部（2011年） - 亀田組若頭補佐 西郷組組長 西郷邦政
- 極道忠臣蔵（2011年） - 侠和会幹部 杉山組組長 杉山
- 踊るやくざ YAKUZA-MAN参上！（2012年 ファイナルバロック）
- 極道ロミオとミスジュリエット Love Love ラプソディー（2012年） - 十八代目南戸一家総長 南戸トオル
- 傷だらけの侠達（2012年） - 山賀組系浜誠組若頭 マエカワ
- 修羅の花道2（2012年） - 三代目山王会若頭 谷本健一
- ピストル楊 シリーズ（2012年,2013年,2016年,2017年） - 五代目神港組舎弟 興崎会会長 興崎セイイチ
  - ピストル楊（2012年）
  - ピストル楊2 PISTOLACTION（2013年6月）
  - ピストル楊3 Once Upon A Time（2013年10月）
  - ピストル楊4（2016年6月）
  - ピストル楊5（2017年11月）
- マフィア VS アマゾネス軍団Z（2013年）
- 極妻代紋（2014年）
- やくざの女4（2015年 オールインエンタテインメント） - 箕輪組会長 源蔵（美沙の父親）
- 代紋の墓場（2015年） - 鳴門組若頭 藤波組組長 藤波克己
- 代紋を捨てた男（2015年） - サカモト（刑事）
- 修羅がごとく（2015年） - 主演・黒田
- YOKOHAMA BLACK3（2017年） - 関東仁道会若頭 神崎組組長 神崎源治
- YOKOHAMA BLACK4（2017年） - 関東仁道会会長代行 神崎組組長 神崎源治
- 極道黙示録（2017年 - 2018年） - 堂念組直参 大久保組組長 大久保哲士
- 極道の門 第一部 - 第八部（2018年 - 2020年） - 大浜組若頭 根来組組長 根来達男
- 極道の紋章 レジェンド 第十章（2022年） - 関東睦会啓仁会会長 鷹森列堂

### テレビドラマ
- 会いたくて（1989年 NTV）
- 浮浪雲（1990年 TBS）
- 三十六人の乗客（1991年 TBS）
- 眠れない夜をかぞえて（1992年 TBS）
- 刑事貴族3（1992年 NTV）
- 特捜エクシードラフト 40話「死の爆弾罰ゲーム」 （1992年11月15日 ANB） - 黒田タケシ
- 並木家の人々（1993年 CX）
- はだかの刑事（1993年 NTV）
- これでいいのだ（1994年 NHK）
- 走れ公務員!（1998年 CX）
- 殺人銀行 強盗たちはなぜ殺されたのか？（2001年8月25日 ANB）
- 早乙女タイフーン（2001年 ANB）
- トミカヒーロー レスキューフォース（2008年、テレビ東京） - 職人
- 実録 東京コンフィデンシャル（2018年・2019年、TOKYO MX2） - 本丸警察署 刑事 石塚
  - 実録 東京コンフィデンシャル1（2018年3月25日）
  - 実録 東京コンフィデンシャル2（2018年12月23日）
  - 実録 東京コンフィデンシャル3（2019年6月30日）

### アダルトDVD
- 小松千春 告白（2011年2月1日、MUTEKI）

### ラジオ
- 武蔵拳の映画に生きる（2020年10月31日 - 、鳥越アズーリFM）土曜19：00-20：00
YouTube 鳥越アズーリFMチャンネルで配信